# 労働基準監督官
労働基準監督官（ろうどうきじゅんかんとくかん）とは、厚生労働省に所属する国家公務員で、司法警察職員である。
厚生労働省（本省）労働基準局、都道府県労働局及び労働基準監督署に配属され、労働基準法、労働安全衛生法及び最低賃金法等の労働基準関係法令に基づき事業場に立ち入り、遵法状況を調査し、使用者に行政指導を行うほか、行政処分、労働者災害補償保険事業に関する業務を行う。日本も批准しているILO第81号条約において規定された「労働監督官」に該当する。通称は「労働Gメン」。

## 概要
主に厚生労働省の各部局等・都道府県労働局・労働基準監督署に配置され労働基準関係法令に係る行政事務を行っているが、労働基準関係法令違反事件に対してのみ司法警察員として犯罪の捜査と被疑者の逮捕、送検（書類送検を含む）を行う権限がある。海上保安官や麻薬取締官等と同様、特別司法警察職員の一つである。2015年度（平成27年度）の総員数は3,969人である。所属機関内訳は厚生労働省本省が40人、都道府県労働局が710人、労働基準監督署が3,219人となっている。
全国の年間送検事件数は、特別司法警察職員の中では海上保安官の次に多い。2012年（平成24年）の送検事件数は1,133件。
労働基準監督官には、職務上知り得た秘密を漏してはならないとする守秘義務が課せられていて、これは労働基準監督官を退官した後においても同様である（労働基準法第105条）。

## 施行を所掌する法律
労働基準監督官が、その規定に違反する罪について司法警察員の職務を行うことを定めた法律は以下の通りである（カッコ内は司法警察員の根拠条項）。これらの法律には労働基準監督官に行政処分又は行政調査の権限も与えている。
- 労働基準法（第102条）

「労働基準監督官は、この法律違反の罪について、刑事訴訟法に規定する司法警察官の職務を行う」とされる。司法警察職員等指定応急措置法（昭和二十三年十二月九日法律第二百三十四号）第2条により「司法警察官」とあるのは「司法警察員」と読み替えることとされ、刑事訴訟法の用語と一致させている。
- 労働安全衛生法（第92条）
- じん肺法（第43条）
- 家内労働法（第31条）
- 炭鉱災害による一酸化炭素中毒症に関する特別措置法（第14条）
- 作業環境測定法（第40条）
- 最低賃金法（第33条）
- 賃金の支払の確保等に関する法律（第11条）

労働基準監督官採用試験により採用された職員は、基本的に「労働基準監督官」の官名を与えられるが、労働基準行政（厚生労働省労働基準局、都道府県労働局労働基準部、労働基準監督署の総称）に属する事務官、技官と同様の職務を行う官職に任用される場合もある。労働基準行政は、「事務官」「技官」「監督官」の「三官制度」を採ってきたが、近年は事務官・技官を減らし、オールラウンドプレーヤーである監督官の仕事量は増える傾向にある。よって上記以外の労働基準行政が所掌する法律である、労働者災害補償保険法、労働金庫法、中小企業退職金共済法、労働災害防止団体法、社会保険労務士法、労働保険の保険料の徴収等に関する法律、失業保険法及び労働者災害補償保険法の一部を改正する法律及び労働保険の保険料の徴収等に関する法律の施行に伴う関係法律の整備等に関する法律、勤労者財産形成促進法、労働時間等の設定の改善に関する特別措置法、石綿による健康被害の救済に関する法律、過労死等防止対策推進法、専門的知識等を有する有期雇用労働者等に関する特別措置法も労働基準監督官が施行に携わる場合のある法律である。
また、労働法制は改正が続いていて労働問題は複雑化していて、現実的な解として労働行政は最低労働条件だけでなくメンタルヘルス等、ソフトウェアの領域に踏み込んで労働者を保護していく方向にシフトしていかざるを得ない状況となっている。現場の監督官としては、労働環境の改善につなげるためには、雇用対策法、職業安定法、労働者派遣法、障害者雇用促進法、高年齢者雇用安定法、男女雇用機会均等法、パートタイム労働法、育児介護休業法、労働契約法といった、所管以外の法律についても解釈・参照が必要となっている。

## 労働基準監督署に配置された労働基準監督官の主な業務

### 監督指導
労働基準監督官は、労働者を使用している事業場に立ち入り、労働基準法や労働安全衛生法など、監督官が施行に関する事務を所掌する労働基準関係法令の遵守状況について行政調査を行い、違法な行為が確認されれば、事業者・使用者に対して行政指導や行政処分を行うことを主な業務としている。この調査と行政指導を実施する契機は、労働基準監督署の主体的な計画、労働者からの申し立て（申告）、重大な労働災害の発生など様々であり、また、方式も事業場への訪問や、事業者の呼び出しなど様々な態様で行われており、「監督指導」と総称されている。家内労働法に関する監督指導を除いて2015年は労働基準局の集計によると16万9,236件実施された。
労働基準法は「労働基準監督官は、事業場、寄宿舎その他の附属建設物に臨検し、帳簿及び書類の提出を求め、又は使用者若しくは労働者に対して尋問を行うことができる」（労基法第101条第1項）と規定し、労働基準監督官の立ち入り調査に法的な根拠を与えている。この「臨検」という用語から、監督官による立ち入り調査は「臨検」ないし「臨検監督」などと呼ばれている。労働安全衛生法にも同様に監督官の臨検権限の根拠となる規定があり、「労働基準監督官は、この法律を施行するため必要があると認めるときは、事業場に立ち入り、関係者に質問し、帳簿、書類その他の物件を検査し、若しくは作業環境測定を行い、又は検査に必要な限度において無償で製品、原材料若しくは器具を収去することができる」（労安法第91条第1項）。また、医師である労働基準監督官は、就業を禁止すべき伝染性の疾病にかかった疑いのある労働者の検診を行なうことができる（労安法第91条2項）。臨検にあたって監督官は「その身分を証明する証票を携帯しなければならない」（労基法第101条第2項）とされる。具体的な標章の形式は労働基準法施行規則に様式第18号として公表されている（労基法施行規則第52条）。労働安全衛生法の「立ち入り」（第91条第1項）「検診」（第91条第2項）も同様であり、その権限の行使にあたっては、「その身分を示す証票を携帯し、関係者に提示しなければならない」（労安法第101条第3項）。
以上のような臨検・立ち入り調査にあたって、相手方である使用者・事業者はこれを拒否したり、虚偽の陳述をすることに対して、労基法は罰則を以て臨んでおり、禁止している。ただし、刑事訴訟法上の捜索・検証・差押えや国税犯則取締法の「臨検、捜索又ハ差押」のように、相手が立ち入りを拒否した場合に有形力を行使して立ち入る即時強制はできず、罰則を背景に間接的に受け入れや協力を強制する間接強制にとどまる制度である。また、総事業場数のうち1年間に監督が行われる事業場数は、定期・申告・再監督すべて合わせても毎年5%未満であり、全ての事業場を監督するには監督官の数が絶対的に足りていないのが現状である。
なお、監督指導は事業場への訪問のみではなく、使用者を労働基準監督署に出頭させて実施する場合もある。労基法や労安法等においても「労働基準監督官は、この法律を施行するため必要があると認めるときは、使用者又は労働者に対し、必要な事項を報告させ、又は出頭を命ずることができる」（労基法第104条の2）、「労働基準監督官は、この法律を施行するため必要があると認めるときは、事業者又は労働者に対し、必要な事項を報告させ、又は出頭を命ずることができる」（労安法第100条第3項）と、監督署への出頭や報告を命じる根拠を定めている。臨検・立ち入りと同様に、出頭命令についても、これに不出頭で応えることは罰則の適用があり、間接強制の制度である。
労働基準法以外の7法には、監督官のこの立入検査の権限は、犯罪捜査のために認められたものと解釈してはならない、とする旨の規定がある（労働安全衛生法第91条4項ほか）。犯罪捜査が主体ではないことから、立ち入りにあたり捜査令状の必要も無い（これらは捜査活動ではなく行政指導の範疇である。それゆえ、立ち入りやその内容に不服があっても行政不服審査法・行政事件訴訟法で争うことはできない）。なお、特別司法警察職員として、家宅捜索・逮捕の際は警察と同じく裁判所が発行する令状が必要である。
使用停止等処分・緊急措置命令
安全衛生に関する一部の事項については、法違反が認められ、緊急の必要がある場合、行政指導にとどまらず、行政処分によって、事業者に一定の作為・不作為の義務を新たに課す措置も行われる。具体的には、労働基準法上の寄宿舎については、「全部又は一部の使用の停止、変更その他必要な事項」を即時に命ずる権限（即時処分権）が認められている（労働基準法第103条）。また、労働安全衛生法の危害防止措置基準に違反する事実があるために労働者に急迫した危険があるときは、監督官は、即時に作業の全部又は一部の停止、建設物等の全部又は一部の使用の停止又は変更その他労働災害を防止するため必要な事項を命ずることができる」（労安法第98条3項）。この行政処分は「使用停止等処分」と呼ばれる。労安法に違反する事実がない場合においても、労働災害発生の急迫した危険があり、かつ、緊急の必要があるときは、必要な限度において、他当該労働災害を防止するため必要な応急の措置を講ずることを命ずることができる（労働安全衛生法第99条）。この行政処分は「緊急措置命令」と呼ばれる。平成27年中に発令された処分件数は5,890件であり、その内訳は、使用停止等処分が5,884件、緊急措置命令が6件となっている。
定期監督
監督指導のうち、厚生労働省が年度の初めに策定し、労働基準監督署がその年に注力する項目を示す「地方労働行政運営方針」に基づき、労働基準監督署が計画的に毎月実施する監督は「定期監督」と呼ばれる。平成27年の定期監督の実施件数は133,116件。方式としては、事務所・工場・建設工事現場などを原則として事前の予告なく訪問する。なお予告を行う立入りは国際基準に反するものであるが、実際には予告を行う場合もある。「地方労働行政運営方針」において、特に労働基準監督署が重点的にチェックを行う「重点業種」とされるのは、労働災害や過重労働の防止といった観点から、製造・建設・陸上運送・介護などの業種が毎年のように挙げられているが、2014年11月の過労死等防止対策推進法の施行以後は、長時間労働が常態化している大企業のホワイトカラー職場への監督指導に重点を移している。また「若者の使い捨て」等ブラック企業の疑いのある事業場、労働災害や過重労働の多い企業に重点監督を行うが、対象は膨大であり、大企業の本社・リーディングカンパニーを対象に一罰百戒を狙った監督指導を行っている。2017年5月10日には、厚生労働省が労働関係法令に違反した疑いで送検された企業などの一覧を作成し公表している。
定期監督で発覚する法令違反としては、時間外労働、安全基準などが多くなっている。
申告監督
事業場に法令違反の事実がある場合においては、労働者は、その事実を労働基準監督官等に申告することができる（労基法第104条・労安法第97条など）。これにより、労働者からサービス残業・解雇（解雇手続（予告解雇及び解雇予告手当）のみを扱い、解雇の理由については労基法上の解雇制限（労災休業中の解雇、産前産後休業中の解雇）のみを取り扱い、解雇理由は扱わない。）・賃金不払・労災隠しなど、所管する法令の違反事実があるという旨の申告があった場合は、労働基準監督官による監督指導が実施される。申告を契機として実施される監督指導は「申告監督」と呼ばれる。2015年は全監督件数の13.2%である2万2,312件実施された。申告は、「定期監督」と並び、労働基準監督官が上述の監督権限を行使する主要な契機の一つとなっている。申告者の希望によっては、申告者を匿名にした指導も行われる。なお、労働契約そのものの妥当性は、契約自体が労働基準法等に違反しない限りは監督官の指導対象ではない（労働契約法には監督機関や罰則について定めた条項がない）。
申告を受けた労働基準監督官が、監督義務を負うかという問題については、「労働者が労働基準監督官に対して事業場における同法違反の事実を通告するもので、労働基準監督官の使用者に対する監督権発動の一契機をなすものではあっても、監督官に対してこれに対応して調査などの措置をとるべき職務上の作為義務まで負わせるものではない」とする判例がある。労働監督について定めたILO20号勧告とは異なり、労働基準法上は申告に対し監督官が対応すべき義務が定められてなく、申告により対応するかどうかは受け付けた担当官の判断となり、申告を受けた監督官の処置、態度に不満な労働者は、その上級監督官庁に申告してその職権の発動を促すことができるにとどまる。労働者個別の民事的な権利救済は都道府県労働局によるあっせんや、さらに終局的には裁判所の役目であり、労働基準監督署は治安機関であるため、民事不介入という限界がある。また、労働者の家族など労働者以外からの申告は、法律上認められていない。労働者が死亡した場合の遺族にも申告は、法律上認められていない。
申告監督の場合、圧倒的に賃金不払の事例が多く、次いで解雇、最低賃金等の事例となっている。
災害時監督・災害調査
労働災害が発生した場合に行われ、災害原因の究明と再発防止指導を主として行う。労働基準関係法令の遵守状況は災害の発生と強い関連があると思われる場合には確認し、法令違反があった場合は是正勧告を行う。（災害調査は、法律違反の有無を調査する臨検とは法的性質が違い、主に災害の原因を調査するもので、労働基準監督署に強制的な調査権はないとされている。）
再監督
是正勧告・使用停止命令を出した法令違反の是正状況を確認する。また事業場からの是正・改善報告を求めることもある。是正されていない場合でも刑事事件に切り替えられることは実際には少ない。平成27年の再監督件数は13,808件。
なお、災害調査で災害と密接に関係がある重大・悪質な法令違反が認められた場合、告訴・告発がなされた場合は、是正勧告を行わず（情況により行うこともある）、即時に刑事事件に切り替えられる。定期監督、申告監督、災害時監督で重大・悪質な法令違反が認められた場合は、是正勧告を行わず（情況により行うこともある）即時に刑事事件に切り替えられることもあるが、極めて稀である。そして、賃金未払の場合は、刑事事件へ切り替えられた後も支払うよう指導をすることも多い。

### 司法警察員の職務
労働基準監督官は、労働基準法、労働安全衛生法、最低賃金法、じん肺法、作業環境測定法、炭鉱災害による一酸化炭素中毒症に関する特別措置法、賃金の支払の確保等に関する法律及び家内労働法違反の罪について、刑事訴訟法に規定する司法警察員の職務を行う（労基法102条、安衛法第92条、最賃法第33条、じん肺法第43条、作業環境測定法第14条、炭鉱災害による一酸化炭素中毒症に関する特別措置法第14条、賃金の支払の確保等に関する法律第11条、家内労働法第31条）。いわゆる特別司法警察職員の制度の一つである。具体的には、監督指導を通じて覚知した上記労働基準関係法令違反の被疑事件の一部や告訴・告発を受けた事件について、警察等の他の捜査機関と同様に、刑事訴訟法による捜査を行い、事件を検察庁へ送致・送付する。刑事訴訟法上の権限は警察法の定める一般の警察と変わるところはなく、強制の処分である捜索・検証・差押のほか、被疑者を逮捕・勾留することも可能である。2019年（平成31年/令和元年）度の送検件数は821件、うち起訴されたのは333件となっている。

### 未払い賃金立替払事業にかかる調査
政府は、労働者災害補償保険の適用事業の事業主のうち、一定の要件に該当する者が破産手続開始の決定を受けたり、事実上倒産するに至った場合において、破産・倒産に近接する期間内に退職した労働者に係る未払賃金があるときは、未払賃金のうち一定の範囲内のものを当該事業主に代わつて立替え払いするものとされている（賃金の支払の確保等に関する法律第7条第1項）。これは「未払賃金立替払制度」、「未払賃金の立替払事業」と呼ばれている。破産手続開始の決定等を受けた事業の場合は、裁判所や破産管財人等が未払い賃金額等を証明する書類を労働者に発行することになっている。しかし、「事業活動に著しい支障を生じたことにより」「事業活動が停止し、再開する見込みがなく、かつ、賃金支払能力がない」状態となった事業主のうち、破産手続開始の決定等を受けない者については、所轄労働基準監督署長がそのような状態にあることを「認定」し（施行令第2条第1項第4号、施行規則）、かつ労働者の未払い賃金額等を「確認」（法第7条、施行規則第12条）する制度となっており、法文上、労働基準監督官は上司の命を受けて、労働基準監督署長とともに、その施行事務をつかさどる行政庁に定められている（法第10条、施行規則第21条第2項）。

### 許可・認定にかかる調査
労働基準法等に定められた様々な許可及び認定のうち、労働基準監督署長の権限とされたものは、労働基準監督署に配置された労働基準監督官も、署長の指揮命令を受けて調査を行っている（労働基準法第99条3項）。

### 集団指導
多数の事業場・団体等を一度に呼び出して、集団を対象にした説明会等を行う。法令の周知等を目的とする法令の制定・改正時や、団体等への緊急要請や再発防止を目的とする災害防止の指導、全国安全週間・全国労働衛生週間等の啓発活動等が行われる。

### 労働相談・窓口業務
各都道府県労働局及び労働基準監督署内には申告につながる法律違反に限らず労働相談を受け付ける窓口が設置されていて、労働者等からの相談に対し無料で対応する。匿名の相談も可能である。また労働基準監督署が提出先となっている各種届出・申請を受付・審査し、必要があれば提出書類等の補正を求める。

## 労働基準監督官が行う捜査
捜査に関する規定は特に存在せず、実務上は犯罪捜査規範（国家公安委員会規則）を準用している。

### 賃金不払の捜査の流れ
- 被害者（賃金を支払ってもらえない者）が労働基準法による労働者であることを確定する。
- 支払う義務がある者、支払うべき金額、支払い方法、支払い場所、支払日などを確定する。
- 実際に支払われていないことを確定する。
- 有責性、特に支払いの期待可能性を確定する（行政機関等への捜査関係事項照会も活用する）。
- 「使用者の社会通念上なすべき最善の努力を傾注し何人がその地位にあっても賃金の遅払いはやむを得なかったであろうと認められる場合には本条（労働基準法第24条）違反の違法性は阻却される。」[20] という判決の考え方は今なお支配的である。

### 労働災害の捜査の流れ
- 労働災害の発生現場の検証・実況見分を行い、労働災害の発生状況を明らかにする。
- 労働安全衛生法に定められている措置をすべき者を確定する。
- 労働安全衛生法に定められている措置を怠っていたことを確定する。

### 他の捜査機関との合同捜査
他の捜査機関との合同捜査は災害現場で実況見分を合同ではなく同時に行うこと以外にはほぼ行われていない。可能性があるのは、労基署は労働基準法違反、警察は職業安定法違反や労働者派遣事業の適正な運営の確保及び派遣労働者の就業条件の整備等に関する法律（労働者派遣法）などであるが、実際に合同捜査を行った例はない。
また、人身取引対策行動計画に基づき、人身売買に関連して、外国人労働者への強制労働などの労働基準法違反がある場合にも、警察、出入国在留管理庁（旧・入国管理局）と合同捜査を行うよう、厚生労働省から指示は出されていない。

## 労働基準監督官の採用及びキャリアパスについて
労働基準監督官は、労働基準監督官を採用するための試験に合格した者のうちから任用しなければならないとされる（労働基準監督機関令第1条）。ほか、一般職の職員の給与に関する法律別表第1の行政職俸給表（一）における職務の級が「4級」以上の者又は同表の適用を受け、かつ、厚生労働大臣が定める条件に該当する者については採用試験によらずに労働基準監督官に任用される資格を有する（労働基準監督機関令第1条但書）。単に「労働基準監督官」といえば、通常は人事院・厚生労働省が行う労働基準監督官採用試験に合格したのちに労働基準監督官として任用された者を指す。
都道府県労働局長、労働基準監督署長のポストは、労働基準監督官であることが要件となっている（労働基準法第97条2項）。労働基準監督官以外の者がこれらのポストに任用される場合、その者に「労働基準監督官」としての発令がなされる。このため、労働基準監督官の特有の業務を行ったことのない者が都道府県労働局長、労働基準監督署長に就任することがある。
警察官のような厳密な服制に基づく制服類は無く、都道府県労働局（職業安定、雇用均等部門を除く）・労働基準監督署に配置された労働基準監督官・厚生労働事務官・厚生労働技官には作業服（2023年の改定により夏服・冬服とも紺色）及びヘルメットが支給されているが着用の義務があるわけでもなく、制服という扱いではなく単に作業服の扱いである。

### 労働基準監督官採用試験
採用試験は毎年6月上旬に第1次試験、第1次試験の合格者を対象に7月中旬に第2次試験が行われる。採用試験は区分別になっており、労働基準監督官A（法文系）と労働基準監督官B（理工系）の2つに分かれ、それぞれに採用予定者数が定められている。試験問題の水準は「大卒程度」とされているが、他の多くの公務員採用試験(大卒程度区分)と同じく、採用年度の4月1日において22歳以上30歳以下の者であれば学歴に関わらず受験できる。この他、22歳未満であっても大学卒業（見込みを含む）もしくはそれと同等程度の学力があると人事院が認める者が出願できる。
第1次試験は筆記試験で、基礎能力試験（多肢選択式、A,B共通）、専門試験（多肢選択式及び記述式）が課される。第1次試験の合否は多肢選択式の成績のみによって決定する。A区分は文系区分で、法律や経済等が出題されるため高校課程の教育内容を逸脱しているが、B区分の専門試験は理系区分で、大半の問題（全40問中32問）が「工学に関する基礎」(数学・物理・化学)から出題されるため、理系高校生レベルの能力でも第1次試験の突破は難しくない。
第2次試験は人物試験（個別面接及び性格検査）、身体検査を行う。第2次試験は得点を算出せず合否の判定のみで、最終的な合格者の決定は筆記試験の成績（配点は基礎能力:専門多肢選択:専門記述=2:3:2）を評定して決する。

### 労働基準監督官の研修
採用後1年間は独立行政法人労働政策研究・研修機構に属する労働大学校（埼玉県朝霞市）において、監督関係業務に関する基礎的研修及び現場の労働局・監督署において実地訓練を受ける。その後採用5年目、監督署課長就任時、監督署長就任時などに中央研修が行われるほか、安全衛生についての研究は独立行政法人労働者健康安全機構（平成28年に独立行政法人労働安全衛生総合研究所を統合）で行う。

### 労働基準監督官のキャリアパス
監督官の人事評価は、他の国家公務員と同様、目標管理の手法で行われている。期首に設定する目標としては臨検件数を挙げることが多く、件数ノルマを達成したうえで指導・監督の内容や難案件を手掛けた内容等が評価対象となる。
初任給は、大学卒業後直ちに採用された場合、行政職俸給表（一）1級の26号俸に格付けされる。地方勤務を選択した者でも、採用7年経過時点で行政職俸給表（一）3級（いわゆる「係長」級）に昇任し、またこの時点で監督署主任監督官・課長の昇進資格を得る。その後、おおむね、採用15年目程度をめどに行政職俸給表（一）5級（監督署課長、次長級）に昇任する。
福利厚生については、国家公務員の各種の福利厚生施設及び制度を利用できる。

#### 平成30年度までの採用者
採用からの7年間は全国47局のいずれかの都道府県労働局に配属され、労働基準監督署及び支署において第一線の業務経験を習得する。その狙いは、どんな産業特性・雇用情勢でも対応できる監督官となることである。特に地方の署に配属される者は、マンパワーが不足していることから分担制が取れないため、あらゆる業務をこなせなければならない。新人監督官のキャリア形成には「2局7年」という暗黙のルールがあり、監督官自身の配属希望が通るのは8年目以降となる。
この後、労働基準監督官のキャリアパスは、本人の希望と能力に応じて、2通りに分かれる。
地方勤務を選択した者
最終的に地方に定着するキャリアパスを希望する者は、監督署の副主任監督官・係長、労働局係長、監督署主任監督官・課長あるいは労働局（総務・人事・企画・監督など）主要係長等、監督署第一方面主任監督官、労働局課･室長補佐あるいは専門官等、監督署次長、小規模監督署長、中規模監督署長あるいは労働局課･室長、主任専門官等、大規模監督署長と昇進する。各都道府県労働局管内で最も序列の高い監督署は筆頭署と呼ばれるが、筆頭署の署長に就任できず退官する者も少なくない。
全国異動を選択した者
「2局7年」の中途で厚生労働省本省へ異動した者は、その後の異動は本省と地方局とを行ったり来たりする。具体的には、本省では労働行政の企画・立案、労働局への業務指導を行い、地方局では前線業務を行う。本省係長、都道府県労働局課長、本省課長補佐・専門官等、都道府県労働局部長、都道府県労働局長あるいは本省課・室長と昇進する。
もっとも、監督官は官僚社会の中にあっては専門官にすぎず、キャリアとノンキャリアの中間といった位置づけとされる。現場を熟知している監督官が順調に昇進したとしても最高ポストは政令指定都市の労働局長クラスであり、厚生労働省本省の局長級、監督官を束ねる監督課長ポストは「キャリア」が押さえている。

#### 平成31年度以降の採用者
労働基準監督官採用試験に合格した者は、採用を希望する都道府県労働局において採用面接を行い、採用された都道府県労働局内の労働基準監督署にて勤務する。その後採用後3年目、13年目に各2年間、他都道府県労働局への異動があるが、その他の期間は採用された都道府県労働局及び労働基準監督署をおおむね2～3年ごとに異動する。
採用3年目の異動の際に厚生労働省本省へ異動した場合は、その後は本人の希望等を踏まえ採用された労働局に戻る場合と本省での勤務を続ける場合とに分かれる。

### 労働基準監督官の分限
ILO条約の趣旨に従い、労働基準監督官を罷免するには、労働基準監督官分限審議会の同意を必要とする（労働基準法第97条5項）。労働基準監督官分限審議会は、9人（労働者代表委員1名、使用者代表委員1名、公益代表委員1名、学識経験者6名）の委員で組織し、委員は、労働基準監督官を罷免する事案が生じた場合に、その都度厚生労働大臣が任命し、事案が終了すれば解任される（労働基準監督機関令第2条）。労働基準監督官分限審議会の会長は、公益代表委員がこれに当たる（労働基準監督機関令第3条）。
分限審議会の同意を得た上でなされた罷免であっても、当該監督官がこれを不服とするときは、当該監督官は人事院に対して審査請求をすることができる（国家公務員法第90条）。

### 労働基準監督官の役職
労働基準監督官には警察官のような階級は無い。地方の出先機関である都道府県労働局と労働基準監督署の場合、役職によって上下関係が位置づけられる。
- 労働局長
- 労働局部長（監督署長級）
- 労働局課･室長、主任専門官等（監督署長級）
- 労働局課･室長補佐、専門官等（監督署長、次長、第一方面主任監督官級）
- 労働局係長等（監督署主任監督官、課長、副主任監督官、係長級）

#### 地方勤務者の役職の序列（例）
- 筆頭署長、大規模署長
- 中規模署長、局課・室長、局人事計画官、局主任監察監督官、局統括特別司法監督官、局主任賃金指導官、局主任産業安全専門官、局主任労働衛生専門官など
- 中～大規模署副署長、小規模署長、局総務課長補佐、局企画室長補佐、局監察監督官、局副統括特別司法監督官など
- 中～大規模署第一方面主任監督官、局課･室長補佐、局労働紛争調整官、局特別司法監督官、局専門監督官、局賃金指導官、局産業安全専門官、局労働衛生専門官など
- 中規模署第一課長、中～大規模署の次席の主任監督官、中～大規模署の安全衛生課長
- 小規模署第一課長、局総務・人事・企画・監督係長
- 中～大規模署の三席以下の主任監督官、極小規模署(6人以下)の課長、局係長(総務・人事、企画、監督以外)
- 署の副主任監督官・監督係長

大規模局には「特別司法監督官（特司監）」と呼ばれる捜査専門の役職が設置されている労働局が存在する。そして2015年には悪質な長時間労働を取り締まる専任組織として厚生労働省に「本省かとく」、その実働部隊が東京・大阪の労働局（東京かとく・大阪かとく）に設置され、エース級の監督官が配属されている。なお、「かとく」は「過重労働撲滅特別対策班」の略。2016年4月には、過重労働の監督体制の効率化をさらに加速させるために、47全ての労働局に「かとく監督官」を設置し、管内の労働基準監督署からの情報の吸い上げと他労働局との連携を深めることで、全国展開する大企業の組織的犯行に目を光らせている。